# Shravana ceylonensis
Espèce
Synonymes
- Nhatrangia ceylonensis Mahnert, 1984

Shravana ceylonensis est une espèce de pseudoscorpions de la famille des Ideoroncidae.

## Distribution
Cette espèce est endémique du Sri Lanka.

## Systématique et taxinomie
Cette espèce a été décrite sous le protonyme Nhatrangia ceylonensis par Mahnert en 1984. Elle est placée dans le genre Shravana par Harvey en 2016.

## Étymologie
Son nom d'espèce, composé de ceylon et du suffixe latin -ensis, « qui vit dans, qui habite », lui a été donné en référence au lieu de sa découverte, Ceylan.

## Publication originale
- Mahnert, 1984 : Beitrag zu einer besseren Kenntnis der Ideoroncidae (Arachnida: Pseudoscorpiones), mit Beschreibung von sechs neuen Arten. Revue Suisse de Zoologie, vol. 91, no 3, p. 651-686 (texte intégral).